# UTAO-UTAO
UTAO-UTAO는 2005년 6월 22일 발매한 V6의 27번째의 싱글이다.

## 설명
- 자켓 표지를 다르게 하여 초회한정반 4종, 수록곡이 다르게 하여 통상반까지 하여 총 5종으로 발매하였다.

### 초회한정반 특전
〈매거진 스타일 북 렛〉으로 명명하여 북클렛에 구성을 다르게 하였다. 자세히는 아래.
- 초회한정반A특전 : 매거진 스타일 북 렛 「함께 UTAO-UTAO 특집호」(칼라 12P), V6 휴대폰 스트랩
- 초회한정반B특전 : 매거진 스타일 북 렛 「스마일＆오프 쇼트 특집호」(칼라 12P), 《아이실드 21》스페셜 스티커
- 초회한정반C특전 : 매거진 스타일 북 렛 「촬영 무대뒤 솔로·컷 특집호」(칼라 12P), V6 포토 스탠드
- 초회한정반D특전 : 매거진 스타일 북 렛 「V6 솔로·컷 특집호」(칼라 12P), V6 스페셜 스티커

## 수록곡

### 통상반
1. UTAO-UTAO
  - 작사:오카치마치 카이토, 작곡:HIKARI, 편곡：시라이시 사토리
  - TBS 멤버 오카다 준이치 출연 드라마 《타이거&드래곤》 주제곡
2. BREAKTHROUGH / Coming Century
  - 작사:무츠미 스미오, 작곡:모리모토 코우스케, 편곡：DREAMFIELD
  - TV-TOKYO 애니메이션 《아이실드 21》 1대 오프닝 테마곡 (1회~35회)
3. 晴れ過ぎた空 
  - 작사/작곡/편곡:시미즈 아키오
  - 후지TV 《VivaVivaV6 도쿄V슈란 2》주제곡
4. Drivin＇ 통상반에만 수록
  - 작사 :MIZUE 작곡:모리모토 코우스케, 편곡：COLDFEET
  - NTV 멤버 나가노 히로시 MC 버라이어티 프로그램 MOBI 주제곡

### 초회한정반
1. UTAO-UTAO
2. BREAKTHROUGH
3. 晴れ過ぎた空